# Fenilalanina
La fenilalanina és un α-aminoàcid que té per fórmula HO₂CCH(NH₂)CH₂C₆H₅. Per abreviar-se s'escriu Phe o la lletra F. És un dels aminoàcids essencials.
Es classifica com a no-polar, ja que té una naturalesa hidrofòbica donada per la neutralització dels moments dipolars del grup fenil del radical. És elèctricament neutre i és un dels 20 aminoàcids utilitzats per la formació de proteïnes en els éssers vius. En aquests, està codificada per ADN. Els codons que la codifiquen són UUU i UUC.
Té una estructura que recorda a la dopamina, a l'epinefrina (adrenalina) i a la tirosina, de la qual és precursora, com també ho és del neutromodulador feniletilamina.
Es troba a la naturalesa en diferents llocs, per exemple a la llet materna dels mamífers. S'usa en la indústria alimentària i es ven com a suplement nutricional pels seus coneguts efectes analgèsics i antidepressius.

## Altres funcions biològiques
La L-fenilalanina es transforma en els éssers vius en L-tirosina, un altre aminoàcid codificat en l'ADN utilitzat per sintetitzar proteïnes. Aquesta és llavors transformada en L-DOPA, la qual acabarà metabolitzant-se a dopamina, norepinefrina (noradrenalina) i epinefrina (adrenalina). Els darrers tres compostos són del grup de les catecolamines.
La fenilalanina es transporta de manera activa pel mateix canal que fa servir el triptòfan per a travessar la barrera entre la sang i el cervell.
Quan n'hi ha altes quantitats, interfereix en la producció de serotonina, un altre neurotransmissor.
Els lignans també deriven de la fenilalanina i la tirosina, per obtenir-ne: la fenilalanina es converteix en àcid cinnàmic gràcies a l'enzim fenilalanina-amoni-liasa; llavors aquest àcid serà transformat en lignans.

### Fenilcetonúria
El trastorn genètic de la fenilcetonúria (PKU) provoca que el cos sigui incapaç de metabolitzar la fenilalanina. Qui té aquesta malaltia se l'anomena "fenilcetonúrics". Són persones que han de regular i tenir molt controlada la ingesta de fenilalanina per tal d'evitar la seva acumulació als teixits.
Hi ha dones embarassades amb nivells molt elevats de fenilalanina, tenen hiperfenilalaninèmia, i poden mostrar alguns dels símptomes de la malaltia, però aquests desapareixeran cap al final de la gestació.
Una font no alimentària artificial que genera fenilalanina és l'edulcorant aspartam (E 951). Aquest compost es ven al mercat sota els noms "Equal" i "NutraSweet". Es metabolitza al cos a diversos productes, entre ells la fenilalanina. Els problemes que tenen els fenilcetonúrics per metabolitzar les proteïnes i la consegüent acumulació de fenilalanina a l'organisme també es produeix amb la ingesta d'aspartam, tot i que en menys severitat.
Per això, tot producte a Austràlia, EUA i el Canadà que conté aspartam ha d'estar etiquetat de la següent manera: "Fenilcetonúrics: Conté fenilalanina". Al Regne Unit, els aliments que contenen aspartam han de portar taules on quedi reflectida la presència d'aspartam i un avís que digui que és font de fenilalanina. Aquests avisos són fets específicament per prevenir a qui pateix PKU que han d'evitar aquests aliments.
Els genetistes han seqüenciat el genoma dels macacos. Han trobat algunes mostres que la proteïna normal dels macacos és com la proteïna alterada dels humans, incloent-hi els marcadors de PKU.

## D- i DL- fenilalanina
L'estereoisòmer antinatural D-fenilalanina (DPA) pot ser produït per la síntesi orgànica convencional, ja sigui com un únic enantiòmer o com un component de la mescla racèmica. No participa en la biosíntesi de proteïnes, encara que es troba a les proteïnes en petites quantitats, bàsicament a les proteïnes dels aliments que han estat processades. Les funcions biològiques dels D-aminoàcids no estan clares, encara que alguns, com la D-fenilalanina, poden tenir activitat farmacològica.
La DL-fenilalanina (DLPA) es comercialitza com un suplement nutricional, ja que sembla que té activitat analgèsica i antidepressiva. L'activitat analgèsica s'explica per la possible obstrucció que la D-fenilalanina fa de la degradació de l'encefalina, gràcies a l'enzim carboxipeptidasa A. El mecanisme de la suposada activitat antidepressiva pot explicar-se pel paper precursor de la L-fenilalanina en la síntesi dels neurotransmissors norepinefrina i dopamina. Es creu que elevats nivells de noradrenalina i dopamina al cervell tenen un efecte antidepressiu. Després de la ingestió, la D-fenilalanina s'absorbeix en l'intestí prim i és transportada al fetge a través de la circulació portal. Una petita quantitat de D-fenilalanina es converteix en L-fenilalanina. La D-fenilalanina és distribuïda als diversos teixits del cos a través de la circulació sistèmica. Segons sembla, aquesta és menys eficient que la L-fenilalanina a l'hora de travessar la barrera entre la sang i el cervell, per la qual cosa una petita quantitat de la dosi ingerida de D-fenilalanina no s'absorbeix, sinó que s'excreta a l'orina.

## Història
El codó genètic de la fenilalanina va ser descobert per primer cop per J. Heinrich Matthaei i Marshall W. Nirenberg l'any 1961. Van demostrar que si s'insereixen múltiples repeticions d'uracil en el bacteri E. Coli mitjançant l'ús d'ARNm, el bacteri produeix una nova proteïna que consisteix únicament en una sèrie de repetides fenilalanines. Aquest descobriment va conduir a la determinació de la relació entre l'ARN i els aminoàcids, que va ser fonamental per a la comprensió del codi genètic.